# Jamie Langfield
Jamie Langfield (Paisley, 22 de dezembro de 1979) é um futebolista escocês, que atua na posição de goleiro.
Iniciou a carreira no Dundee United em 1996. Teve passagens pelas equipes escocesas Raith Rovers, Partick Thistle e Dunfermline Athletic. Desde 2005 joga pelo Aberdeen.
Em julho de 2010 envolveu-se em um curioso acidente: ao preparar o café, a água quente derramou em seu pé, impossibilitando de participar dos preparativos do seu clube na pré-temporada.
No Aberdeen é um dos lideres do time, atuando em mais de 250 partidas na liga escocesa.